# Присад (Бургасская область)
Присад (болг. Присад) — село в Болгарии. Находится в Бургасской области, входит в общину Созопол. Население составляет 219 человек (2022).

## Политическая ситуация
Присад подчиняется непосредственно общине и не имеет своего кмета.
Кмет (мэр) общины Созопол — Панайот Василев Рейзи (коалиция в составе 3 партий; Союз свободной демократии (ССД), Болгарский демократический союз «Радикалы», движение НАШИЯТ ГРАД) по результатам выборов в правление общины.